# روغن ترانسفورماتور
روغن ترانسفورماتور یک نوع روغن معدنی پالایش‌شده است که از تقطیر جزءبه‌جزء نفت خام به دست می‌آید. این روغن به عنوان عایق استفاده می‌شود و انتظار می‌رود از خواص عایقی و خنک‌کنندگی بالایی برخوردار باشد. روغن برای داشتن خاصیت خنک‌کنندگی بالا لازم است دارای ویسکوزیتهٔ پایین و برای داشتن خاصیت عایقی خوب ضریب دی‌الکتریک بالایی داشته باشد. داشتن خلوص بالا و عمر طولانی از دیگر ویژگی‌های مهم روغن ترانسفورماتور هستند. خلوص روغن ترانسفورماتور از این نظر که با دیگر اجزای یک ترانسفورماتور سازگار باشد مهم است.
مهمترین عوامل خرابی روغن ترانسفورماتور عبارتند از آلایش، اکسایش و دمای بیش از حدِ ترانسفورماتورها را به گونه‌ای طراحی می‌کنند که تا جای ممکن روغن در برابر این عوامل ایمن بماند. نفوذ آب در روغن ترانسفورماتور بر ولتاژ شکست آن تأثیر منفی خواهد گذاشت.
از زمان ترانسفورماتورهای جورج وستینگهاوس تا کنون روغن یکی از اجزای اصلی ترانسفورماتورها بوده است، با این وجود روغن ترانسفورماتور در وسایل الکتریکی دیگری نظیر تپ چینجرها، مدارشکن‌ها، خازن‌ها، بوشینگ‌ها و… نیز استفاده می‌شود.
اخیراً از روغن ترانسفورماتور ایرانی در خنک سازی دستگاههای ماینر جهت استخراج بیت کوین نیز استفاده می گردد.
پیشتر استاندارد روغن‌های ترانسفورماتور برای ترانسفورماتورهای توزیع و قدرت تفاوت آشکاری با هم داشت.
برای ترانسفورماتورهای قدرت از روغن‌های کلاس دو و برای ترانسفورماتورهای توزیع از روغن‌های کلاس یک که در استاندارد پیشین IEC296 ذکر شده بود استفاده میشد و در استاندارد جدید IEC60296 کلاس روغن از بین رفته و ترانسفورماتورهای قدرت و توزیع از یک استاندارد روغنی مشترک بهره میبرند.
شرکت‌های داخلی تا سال ۲۰۲۱ میلادی فقط قادر به تولید پایه معدنی و روغن ترانسفورماتور کلاسI بودند،اما پروژه تحقیقاتی به نتیجه رسید و ایران نیز جزو کشورهایی شد که توانایی تولید روغن ترانسفورماتور کلاس II وکلاس IEC60296 شد. روغن‌های بر اساس پایه معدنی از دو نوع پایه نفتانیک و پارافینیک ساخته می‌شوند و از دیدگاه اکسیداسیون به دو نوع با افزودنی بازدارنده و بدون افزودنی بازدارنده تقسیم می‌شوند!
بازدارنده ها موادی هستند که برای جلوگیری از فرسایش روغن به آن افزوده می‌شوند و از پیری روغن جلوگیری میکند.

## ویژگی‌ها
مهمترین ویژگی‌های روغن ترانسفورماتور عبارتند از:
- قدرت دی‌الکتریک بالا
- گران‌روی پایین
- عاری بودن از اسیدهای غیر ارگانیک و قلیا و سولفور خورنده
- مقاومت در برابر نامیزه شدن
- لجن نشدن در شرایط کار عادی
- بازگشت سریع خواص پس از قوس الکتریکی
- نقطهٔ ریزش پایین
- نقطه اشتعال بالا
- کشش سطحی بالا
- PCBs پایین
- استقامت در برابر اکسیداسیون

## واژه‌نامه
1. ↑  Mineral oil